# Омахт, Ландолин
Ландолин Омахт, Онмахт (нем. Landolin Ohmacht, Ohnmacht; род. 11 ноября 1760 г. Дуннинген, Вюртемберг — ум. 31 марта 1834 г. Страсбург) — немецкий скульптор.
Родился в 1760 году в семье крестьянина. Учился в Триберге на резчика по дереву. С 1788 года жил в Швейцарии, где создал ряд барельефов и бюстов из мрамора и алебастра. После 1790 года работал в Риме, Франкфурте-на-Майне, Вене, Мюнхене, Дрездене и Гамбурге; затем поселился в Страсбурге. Автор ряда статуй, надгробий, распятий и скульптур шести муз на перистиле Страсбургского оперного театра.

## Избранные скульптуры
- Бюсты Сюзетты Гонтар (Диотима, 1793)
- Памятник Луи-Шарлю Антуану Десо (1802), Страсбург
- Иоганн Петер Гебель (алебастровый рельеф, 1808, Карлсруэ)
- Бюст архитектора Эрвина фон Штейнбаха (1811, Вальгалла)
- Памятник Адольфу Нассаускому, Шпейерский собор
- Шесть муз для Страсбургского городского театра
- Памятники Оберлину и Коху, Страсбург, Томаскирхе

## Галерея

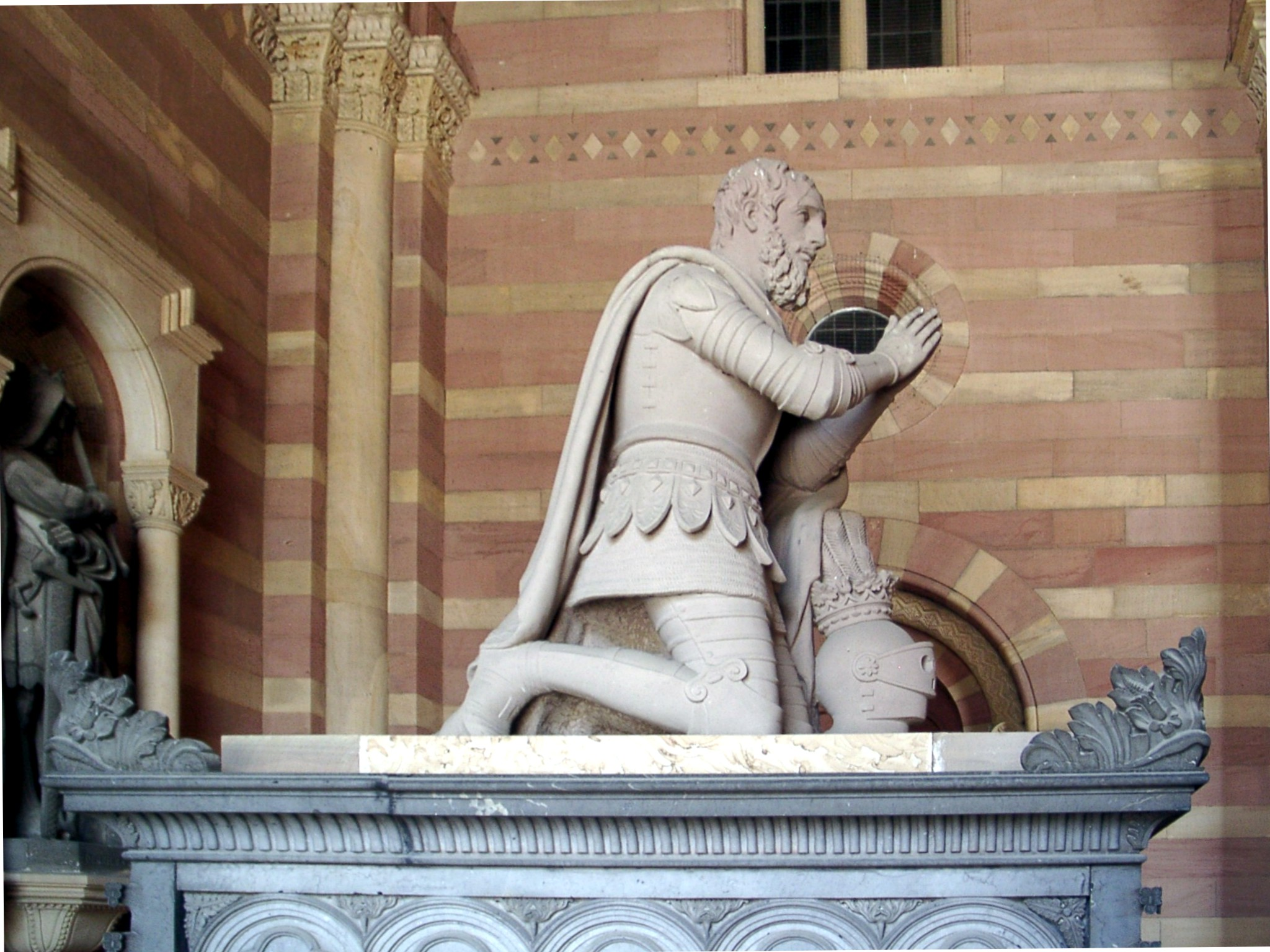
Памятник Адольфу Нассаускому, Шпейерский собор
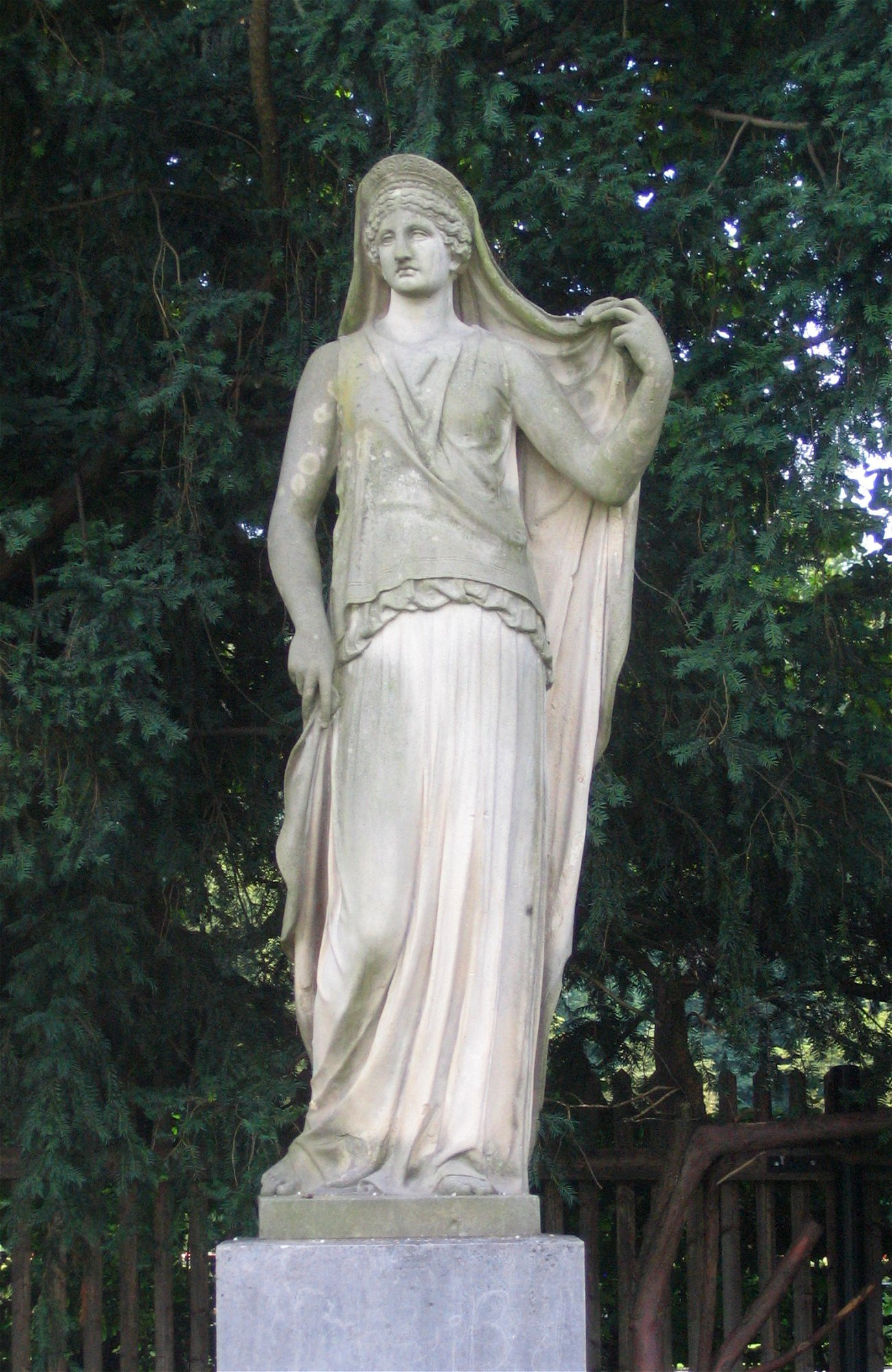
Юнона, Нимфенбург
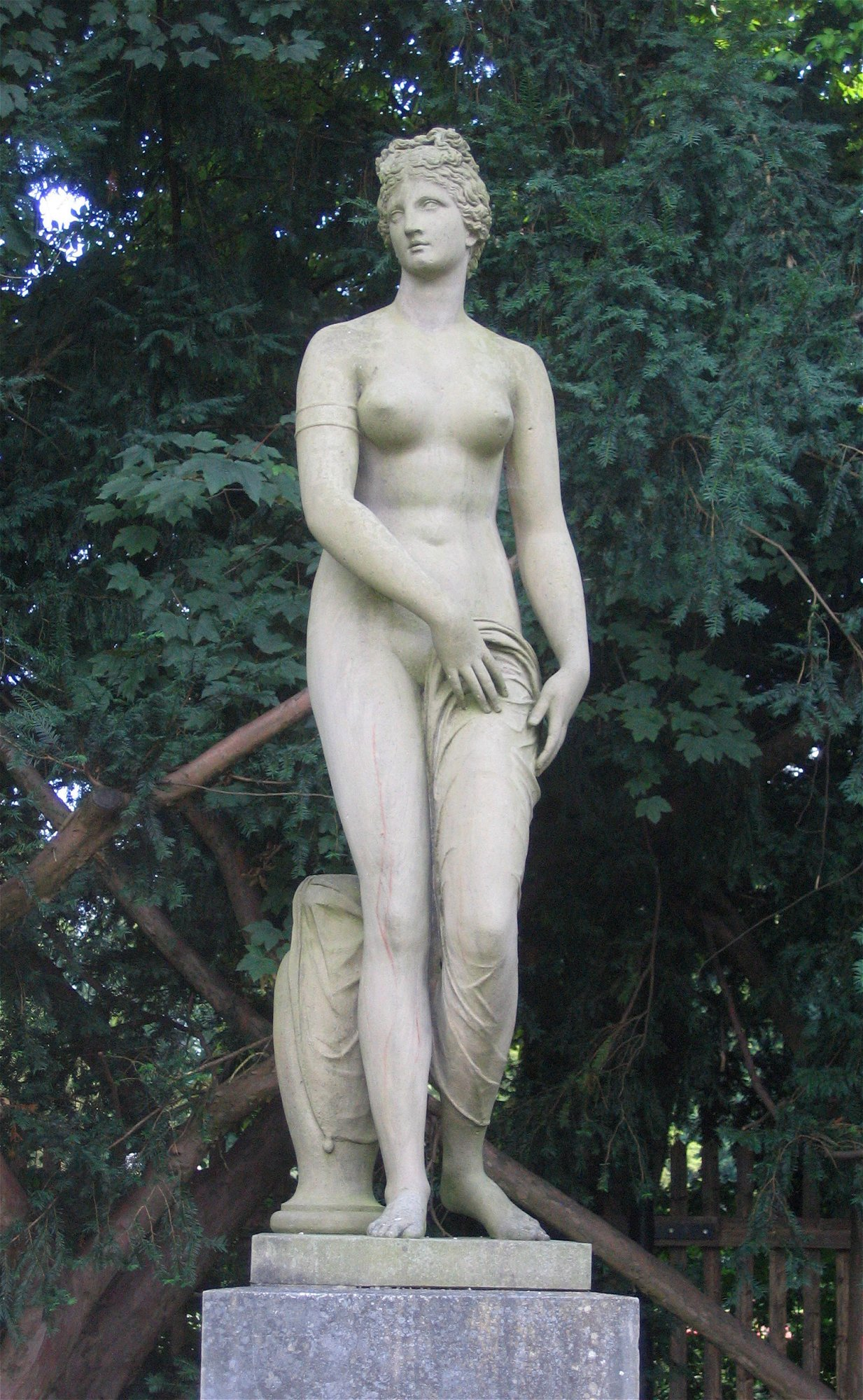
Венера, Нимфенбург
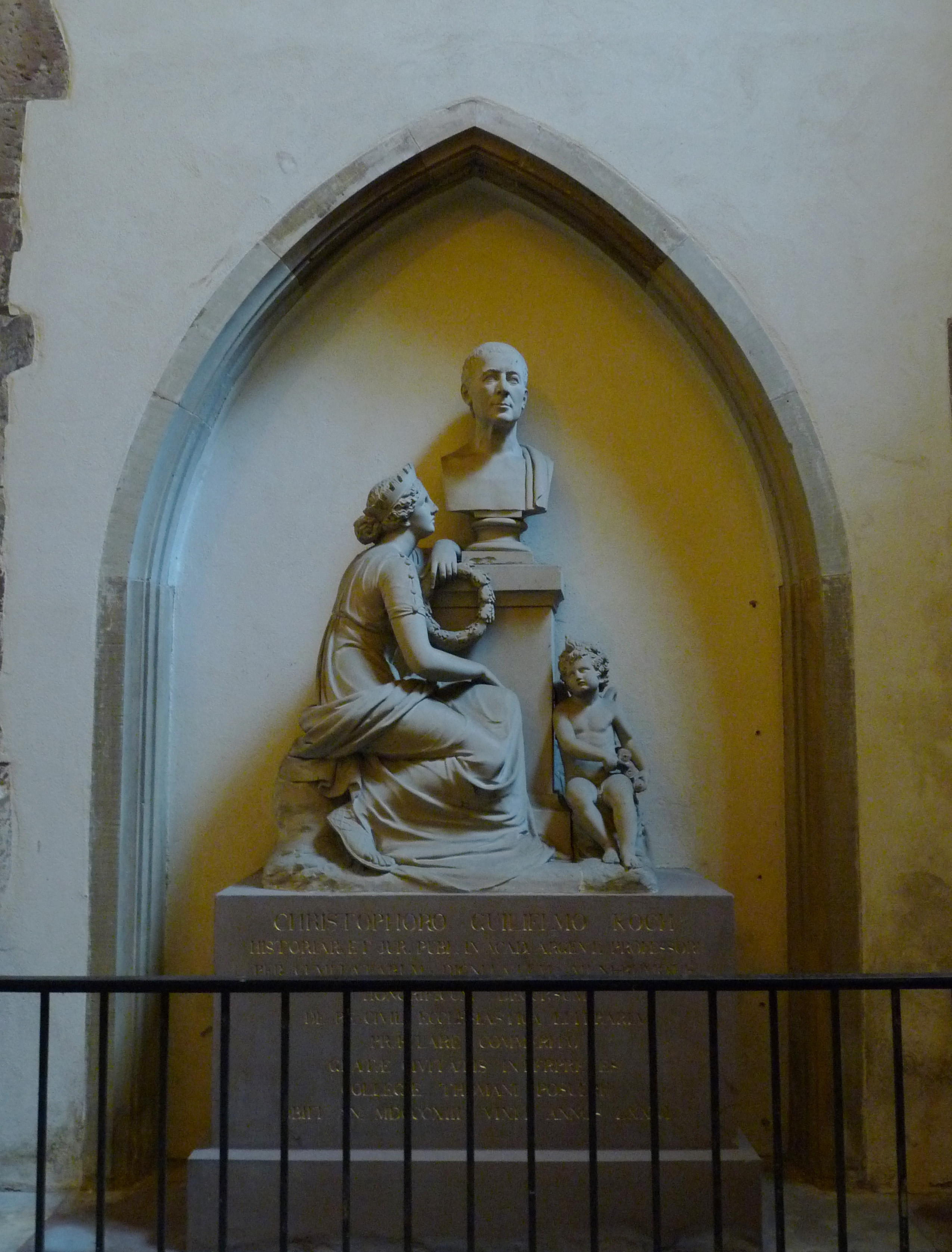
Памятник К.-Г.Коху
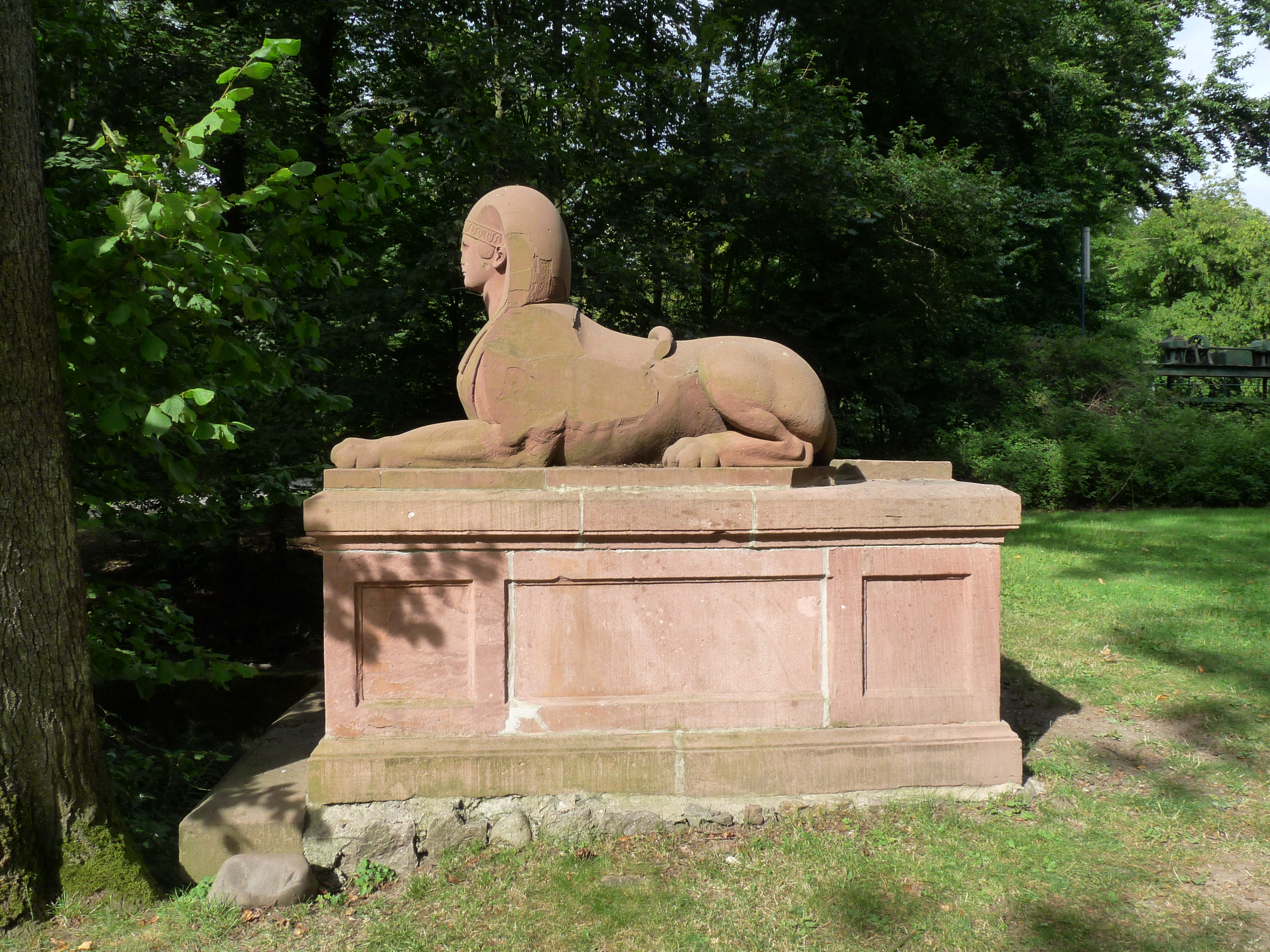
Сфинкс, Мюнстер
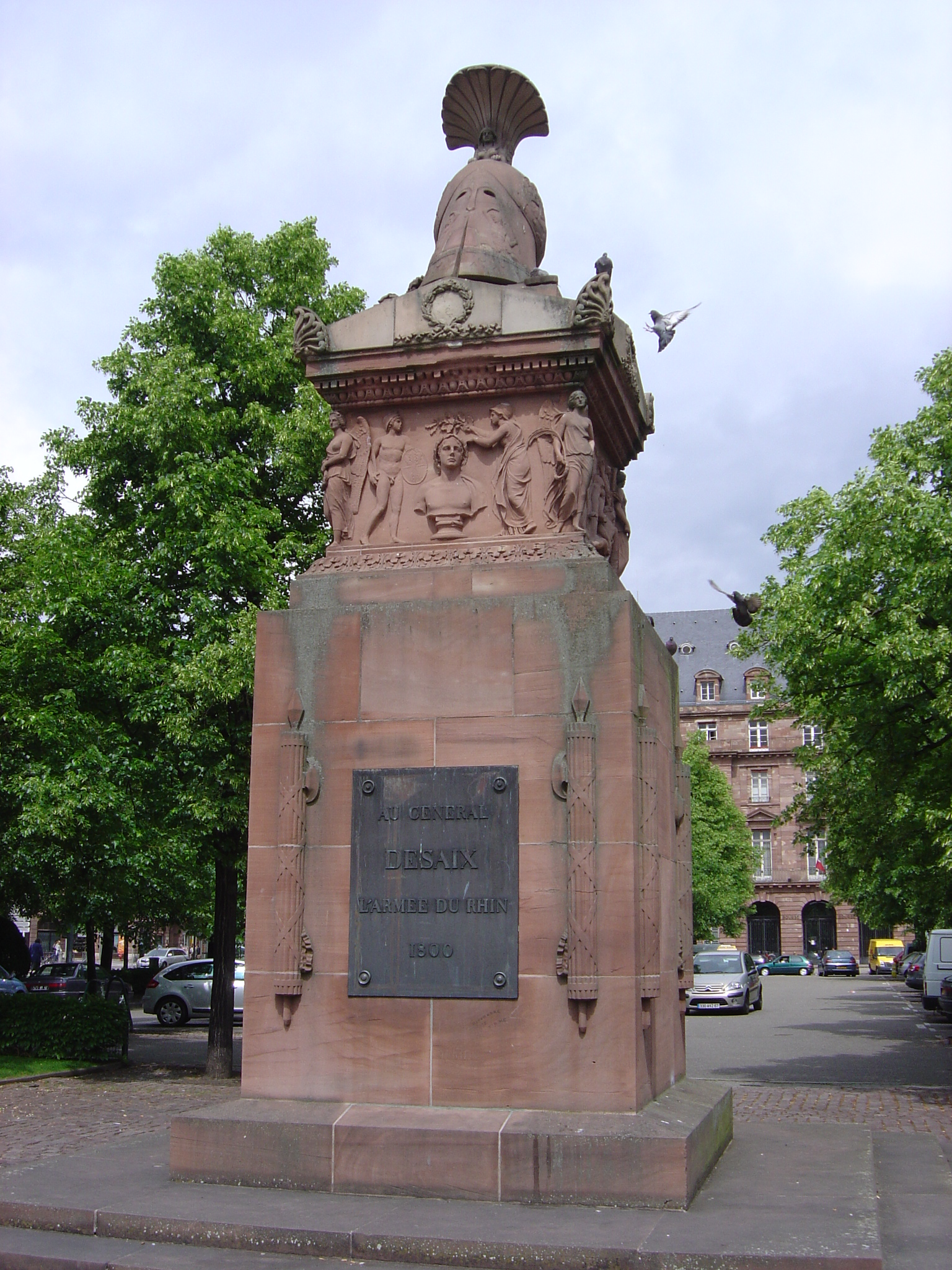
Памятник Десо, Страсбург